# Purpuradusta serrulifera
Purpuradusta serrulifera is een slakkensoort uit de familie van de Cypraeidae. De wetenschappelijke naam van de soort is voor het eerst geldig gepubliceerd in 1938 door Schilder & Schilder.